# Episodi di The Witcher (seconda stagione)
La seconda stagione della serie televisiva The Witcher, composta da otto episodi, è stata resa interamente disponibile sul servizio di streaming on demand Netflix il 17 dicembre 2021, in tutti i Paesi in cui è disponibile.
| nº | Titolo originale      | Titolo italiano       | Pubblicazione    |
| -- | --------------------- | --------------------- | ---------------- |
| 1  | A Grain of Truth      | Un briciolo di verità | 17 dicembre 2021 |
| 2  | Kaer Morhen           | Kaer Morhen           | 17 dicembre 2021 |
| 3  | What Is Lost          | Ciò che è perso       | 17 dicembre 2021 |
| 4  | Redanian Intelligence | Le spie di Redania    | 17 dicembre 2021 |
| 5  | Turn Your Back        | Invertire la rotta    | 17 dicembre 2021 |
| 6  | Dear Friend           | Caro amico...         | 17 dicembre 2021 |
| 7  | Voleth Meir           | Voleth Meir           | 17 dicembre 2021 |
| 8  | Family                | Famiglia              | 17 dicembre 2021 |

## Un briciolo di verità
- Titolo originale: A Grain of Truth
- Diretto da: Stephen Surjik
- Scritto da: Declan De Barra

### Trama
La battaglia di Sodden si è conclusa con la sconfitta di Nilfgaard. Geralt e Ciri incontrano Tissaia sul campo di battaglia e lei racconta loro del sacrificio di Yennefer, sostenendo che non è sopravvissuta. Geralt decide di portare Ciri alla roccaforte dei witcher, Kaer Morhen. Si imbattono in un villaggio deserto e Geralt fa una deviazione per visitare un amico vicino, Nivellen, che scoprono essere stato maledetto, condannato a vivere in una forma bestiale. Ciri incontra una giovane donna di nome Vereena nascosta in casa. Geralt indaga ulteriormente sul villaggio e determina che è stato un bruxa, un tipo di vampiro con un potente urlo, a far fuggire gli abitanti del villaggio. Tornato a casa, scopre Vereena bere il sangue di Nivellen, e capisce che lei è il bruxa. Nel successivo combattimento, Vereena viene uccisa da Geralt, annullando la maledizione di Nivellen. Nivellen rivela che amava Vereena e sapeva dei suoi attacchi al villaggio. Rivela anche, con disgusto di Geralt e Ciri, che è stato maledetto perché aveva violentato una sacerdotessa. Implora Geralt di ucciderlo, ma Geralt rifiuta e gli dice di farlo da solo. Ad Aretuza, Tissaia tortura Cahir per avere informazioni su Nilfgaard, ma questi non cede. In realtà, Yennefer è viva ed è stata catturata da Fringilla. Quest'ultima vorrebbe portarla a Cintra ma il loro gruppo subisce un'imboscata lungo la strada.

## Kaer Morhen
- Titolo originale: Kaer Morhen
- Diretto da: Stephen Surjik
- Scritto da: Beau DeMayo

### Trama
Yennefer e Fringilla vengono catturate da Filavandrel, che le porta dalla maga elfica Francesca Findabair. Francesca le vorrebbe uccidere ma Filavandrel sostiene che potrebbero tornare utili per difendersi dagli umani, che continuano a dare la caccia agli elfi. Gli elfi stanno scavando vicino a un monolito in rovina per ordine di Francesca, che ha visioni di una figura vestita di bianco che crede sia il profeta elfo Ilthinne. Anche Yennefer e Fringilla sognano figure vestite, rispettivamente, di rosso e di nero. Raccontano a Filavandrel i loro sogni e suggeriscono che potrebbero essere in grado di aiutare gli elfi; Filavandrel non è certo della decisione da prendere, quando gli elfi trovano qualcosa. Un tunnel si apre su un altare con inciso un incantesimo. Francesca recita l'incantesimo e l'altare si apre per rivelare un passaggio che conduce a una capanna magica in una foresta. Le tre streghe ricevono la visita della Madre Immortale, un essere misterioso che assume una forma diversa per ciascuna - Yennefer vede se stessa più giovane, Fringilla vede l'Imperatore Emhyr var Emreis e Francesca vede Ilthinne - e rivela il percorso che ciascuna deve intraprendere per raggiungere il proprio  desiderio più grande. Le maghe escono dal passaggio. Fringilla si unisce a Francesca per formare un'alleanza elfica-nilfgaardiana; Yennefer li chiama sciocchi e tenta di aprire un portale, scoprendo di aver perso la sua magia. Geralt e Ciri si uniscono ai restanti witcher a Kaer Morhen. Eskel arriva in ritardo, portando la mano mozzata di un Lešij. I witcher stanno festeggiando quando i loro medaglioni iniziano a vibrare, indicando che un mostro è vicino. Geralt scopre che Eskel è stato infettato dal Lešij ed è stato trasformato in uno di loro, cosa che dovrebbe essere impossibile. Eskel dice di essere tornato in cerca di aiuto, ma non è in grado di controllare il Lešij e attacca Vesemir, costringendo Geralt a ucciderlo. Rendendosi conto che Kaer Morhen non è un posto sicuro, Geralt accetta di addestrare Ciri in combattimento.

## Ciò che è perso
- Titolo originale: What Is Lost
- Diretto da: Sarah O'Gorman
- Scritto da: Lauren Schmidt Hissrich e Clare Higgins (sceneggiatura); Clare Higgins (soggetto)

### Trama
Ciri continua ad allenarsi con la spada. Vesemir indaga sul Lešij mutato. Yennefer si dirige ad Aretuza. Qui Tissaia la informa che la sua assenza ha destato sospetti sulla sua lealtà alla Confraternita e la implora di tacere. Stregobor cerca di interrogare con la tortura Yennefer, ma Tissaia non lo permette. Il Consiglio della Confraternita decreta che per dimostrare la sua lealtà, Yennefer deve giustiziare Cahir. Durante la cerimonia di esecuzione, di fronte alla Confraternita e ai monarchi del Nord, Yennefer libera Cahir e i due scappano. Francesca e gli elfi si stabiliscono a Cintra sotto la protezione di Nilfgaard. Qui la maga elfica rivela di essere incinta. A Kaer Morhen, Geralt racconta a Ciri di sua madre. Successivamente i due rintracciano il Lešij; durante la battaglia, appare un miriapode, un mostro simile a un millepiedi, che uccide il Lešij, poi insegue Ciri nella foresta. Alla fine, Geralt uccide il mostro.

## Le spie di Redania
- Titolo originale: Redanian Intelligence
- Diretto da: Sarah O'Gorman
- Scritto da: Sneha Koorse

### Trama
Triss arriva a Kaer Morhen, invitata da Geralt per aiutare Ciri nell'addestramento magico. Geralt, Ciri e Triss indagano sulle origini del miriapode e del Lešij, scoprendo che sono collegati ai monoliti. Ciri confessa di aver rovesciato un monolite a Cintra. Triss porta Geralt da Istredd, noto per lo studio dei monoliti. Vesemir scopre che Ciri ha sangue ancestrale, a lungo ritenuto estinto e che si dice sia un ingrediente dei mutageni usati per creare i witcher. Yennefer e Cahir, ora ricercati, fuggono nella città di Oxenfurt nel nord, dove è in corso un pogrom contro gli elfi. In Redania, Sigismund Dijkstra e Philippa Eilhart, rispettivamente capo delle spie e maga di corte del re Vizimir, iniziano a tramare la conquista di Cintra. Reclutano l'elfo Dara imprigionato come informatore. Nel frattempo Yennefer e Cahir scoprono che una figura chiamata Sandpiper, che si rivela essere Ranuncolo, sta aiutando i profughi elfi ad entrare a Cintra. Con l'aiuto di Ranuncolo, Yennefer, Cahir e Dara si imbarcano sulla nave diretta a Cintra, ma dopo che Ranuncolo se ne va, Yennefer lo sente chiamare aiuto.

## Invertire la rotta
- Titolo originale: Turn Your Back
- Diretto da: Ed Bazalgette
- Scritto da: Haily Hall

### Trama
Rience, un mago del fuoco, viene liberato dalla prigione e incaricato di trovare Ciri dalla maga Lydia, che serve un padrone sconosciuto. Geralt e Istredd si recano al monolito caduto fuori Cintra. Yennefer, sbarcata dalla nave, salva Ranuncolo da Rience; vengono quindi separati e catturati dalle guardie cittadine. Vesemir rivela a Ciri il suo piano per creare nuovi witcher. Ciri è d'accordo, ma insiste per essere la prima candidata. Indagando sulle rovine del monolito, Geralt e Istredd ipotizzano che i monoliti siano delle porte che, una volta attivate, consentono ai mostri di entrare nel loro mondo. Geralt scopre inoltre che Yennefer è viva. Triss, nel tentativo di dissuadere Ciri, conduce un rituale nella speranza di scoprire la fonte del potere di Ciri. Scoprono la profezia di Ithlinne, che prevede che un figlio di sangue ancestrale distruggerà il mondo. I poteri di Ciri attivano il monolite, facendo apparire un mostro volante che poi vola via.  Geralt torna a Kaer Morhen, impedendo a Ciri di prendere parte alla conversione. Cahir arriva a Cintra. Yennefer convoca la Madre Immortale e scompare; ha il compito di portare Ciri in un luogo fuori Cintra.

## Caro amico...
- Titolo originale: Dear Friend
- Diretto da: Louise Hooper
- Scritto da: Matthew D'Ambrosio

### Trama
Geralt e Ciri lasciano Kaer Morhen; vengono attaccati dal mostro volante apparso nell'episodio precedente. Il cavallo di Geralt, Rutilia, è ferito a morte, anche se Geralt riesce a uccidere il mostro. A Kaer Morhen, Vesemir e Triss vengono attaccati da Rience, che ruba i mutageni e fugge.  Geralt e Ciri si recano al Tempio di Melitele, dove Geralt spera che Ciri impari a controllare i suoi poteri; qui incontrano Yennefer. Francesca dà alla luce con successo il primo elfo nato da anni. Cahir rivela a Fringilla che l'imperatore visiterà Cintra. Istredd scopre un legame tra Ciri e Lara Dorren, una leggendaria guerriera elfica. Yennefer dice a Geralt dell'incontro con Ranuncolo e con il mago del fuoco, che Geralt deduce stia cercando Ciri. Rience appare al tempio; Geralt dice a Yennefer di prendere Ciri mentre tiene a bada Rience. Yennefer e Ciri si chiudono in una stanza e Yennefer insegna a Ciri ad aprire un portale. Rience scappa e Geralt raggiunge Yennefer e Ciri mentre scompaiono attraverso un portale. Triss dice a Tissaia del sangue ancestrale di Ciri.

## Voleth Meir
- Titolo originale: Voleth Meir
- Diretto da: Louise Hooper
- Scritto da: Mike Ostrowski

### Trama
Yennefer e Ciri vanno a casa della famiglia che ha accolto Ciri durante la battaglia di Sodden e scoprono che è stata assassinata da Rience. Geralt libera Ranuncolo dalla prigione e chiede aiuto per trovare Yennefer e Ciri. Ranuncolo racconta a Geralt della magia perduta di Yennefer e del suo incantesimo mormorato; Geralt riconosce l'incantesimo e realizza che Yennefer è in combutta con la Madre Immortale, o Voleth Meir, un demone che si nutre di dolore. I due si incontrano e si uniscono all'equipaggio di nani di Yarpen Zigrin. La nascita del bambino di Francesca fa sì che gli elfi ripensino alle priorità e decidono di concentrarsi sulla ricostruzione invece di combattere per Nilfgaard. Francesca dice a Fringilla preoccupata che preferisce il legame di sangue rispetto all'amicizia. Fringilla si reca ad Aretuza per chiedere aiuto a suo zio Artorius, sperando che il loro legame di sangue lo possa influenzare, ma Artorius la congeda, affermando che non abbia mai avuto potere a Nilfgaard tanto per cominciare. Frustrata dalla sua presa sul potere, Fringilla assassina quattro dei generali della Fiamma Bianca e intimidisce Cahir affinché garantisca per lei all'imperatore. Yennefer continua a insegnare a Ciri. Tissaia racconta a Vilgefortz, che si rivela ancora vivo, di Ciri. Dara smette di spiare per conto di Djikstra. Ciri legge inavvertitamente la mente di Yennefer e scopre il suo tradimento; sconvolta, Ciri ha uno sfogo che avverte una pattuglia nilfgaardiana vicina. Geralt, Ranuncolo e Yarpen arrivano in tempo per sconfiggere i nilfgaardiani. Geralt punta la sua lama su Yennefer e dice a Yarpen e Ranuncolo di riportare Ciri a Kaer Morhen. Yennefer recita l'incantesimo. Nel castello, Francesca si sveglia e trova il suo bambino assassinato. La sua esplosione di dolore dà a Voleth Meir la forza di liberarsi; Geralt e Yennefer, di nuovo in sé, vedono il demone che scappa dalla capanna.

## Famiglia
- Titolo originale: Family
- Diretto da: Ed Bazalgette
- Scritto da: Lauren Schmidt Hissrich

### Trama
Ciri, posseduta, inizia a uccidere i witcher nel sonno a Kaer Morhen. I restanti witcher, Yennefer e Ranuncolo progettano di espellere Voleth Meir da Ciri. Voleth Meir usa il potere di Ciri per scoprire un monolite nascosto nella sala, attivando un portale per i mostri. Geralt e Vesemir tentano di contenere Ciri mentre il resto dei witcher combatte i mostri. Incolpando i Regni Settentrionali per la perdita del suo neonato, Francesca uccide i bambini umani a Redania. Yennefer si offre come ospite per Voleth Meir dopo essersi scusata con Ciri, liberando la principessa dal suo controllo. Quindi Ciri trasporta Geralt e Yennefer in un mondo sconosciuto dove Voleth Meir lascia il corpo di Yennefer. Ciri, Geralt e Yennefer intravedono la Caccia Selvaggia, che tenta invano di rapire Ciri. Tornata a Kaer Morhen, Yennefer scopre che i suoi poteri sono tornati. Geralt si rende conto che Ciri non può restare a Kaer Morhen. Deducendo che Vizimir sta cercando Ciri, la Confraternita e i restanti monarchi del Nord hanno messo una taglia su Ciri e sui suoi protettori. Istredd dice a Francesca del sangue di Ciri e si rende conto che Ciri è la speranza degli elfi. Emhyr, che si rivela essere il padre di Ciri, Duny, arriva a Cintra; rivela di aver fatto uccidere il neonato di Francesca e ordina l'arresto di Fringilla e Cahir.